# Pholidoptera
Pholidoptera – rodzaj owadów prostoskrzydłych z rodziny pasikonikowatych (Tettigoniidae).
Występują w Europie i na Bliskim Wschodzie. W ortopterofaunie Polski stwierdzono występowanie dwóch gatunków określanych zwyczajową nazwą podkrzewin lub ćwierkacz.
Rodzaj obejmuje następujące gatunki:
- Pholidoptera aptera – podkrzewin bezskrzydły
- Pholidoptera augustae
- Pholidoptera brevipes
- Pholidoptera buresi
- Pholidoptera dalmatica
- Pholidoptera dalmatina
- Pholidoptera ebneri
- Pholidoptera fallax
- Pholidoptera femorata
- Pholidoptera frivaldskyi
- Pholidoptera ganevi
- Pholidoptera griseoaptera – podkrzewin szary
- Pholidoptera guichardi
- Pholidoptera kalandadzei
- Pholidoptera littoralis
- Pholidoptera lucasi
- Pholidoptera macedonica
- Pholidoptera pontica
- Pholidoptera pustulipes
- Pholidoptera satunini
- Pholidoptera stankoi
- Pholidoptera tartara
- Pholidoptera transsylvanica